# Dolkun Isa

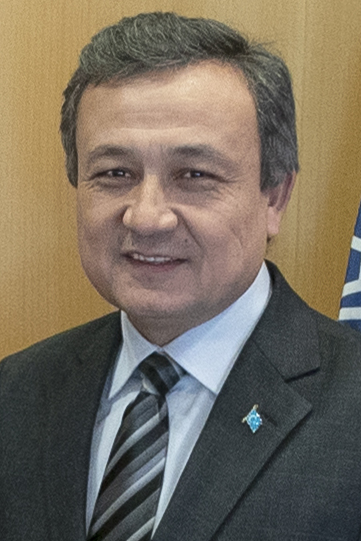
Dolkun Isa (2020)

Dolkun Isa (uigurisch دولقۇن ئەيسا, chinesisch 多里坤·艾沙; geboren am 2. September 1967) ist ein uigurischer Politiker und Aktivist. Er ist Präsident des Weltkongress der Uiguren.

## Leben
Dolkun Isa stammt aus dem Uigurischen Autonomen Gebiet Xinjiang in der Volksrepublik China. Von 1985 bis 1989 war er ein Anführer von pro-demokratischen Protesten an der Universität von Xinjiang. 1994 floh er aus China nach Europa. Seit 2006 besitzt er die deutsche Staatsbürgerschaft.
Seit seiner Gründung arbeitet Isa im Weltkongress der Uiguren mit. Im November 2017 wurde er zu dessen Präsident gewählt.